# Jean-Baptiste Voirnot
Jean-Baptiste Voirnot est un prêtre lorrain, en Meurthe-et-Moselle, de la fin du XIXe siècle, (Moivrons 29 avril 1844- 30 septembre 1900  Ludres), apiculteur, promoteur de l'apiculture moderne et inventeur de la ruche Voirnot encore largement utilisée de nos jours.

## Biographie
Jean-Baptiste Voirnot est né le 29 avril 1844 à Moivrons (Meurthe-et-Moselle, France) dans une famille modeste. Ordonné prêtre le 13 août 1871, il devient en 1872 curé de Villers-sous-Prény, village de 350 habitants et paroisse réputée difficile. C'est ici qu'il va pratiquer l'arboriculture et l'apiculture, et mettre au point la ruche cubique de 41 X 41 cm qui pour des raisons commerciales et de standardisation a été ramenée à L=41 l=43 h=41 cm. Cette ruche porte toujours aujourd'hui son nom. Doué d'une prodigieuse énergie et d'un caractère entier, l'abbé Voirnot publiera des ouvrages d'apiculture et entreprendra même plusieurs voyages à l'étranger (Belgique, Allemagne, Algérie) pour la promotion de l'apiculture et de sa ruche. La fin de sa vie est malheureusement assombrie par les luttes âpres que se livrent dans son village les partisans de l'église catholique et les anticléricaux. En 1899, son traitement de curé est supprimé. Malade, il meurt à l'hospice de Ludres le 30 décembre 1900, âgé de 56 ans.

## Ouvrages de l'abbé Voirnot
- L'apiculture éclectique ou essai d'une ruche d'après tous les systèmes…, Villers-sous-Prény, chez l'auteur, 1890, 149 p., 2 pl., in-8°.
- Conférence sur l'apiculture nationale et l'unité d'enseignement agricole, Troyes, Dufour-Bouquot, 1892, 11 p., in-8°.
- La Culture des abeilles mise à la portée de tout le monde…, Dijon, 1896, In 8.
- Le miel des abeilles. Guide de l'apiculteur et du consommateur. Conférence donnée à Arlon (Belgique) et à Châlons-sur-Saône, s.l., s.n., s.d., 112 p. ; in-16.
- Répertoire de l'apiculteur fixiste et mobiliste…, Villers-sous-Prény : l'auteur, 1891, 320 p., fig. ; in 16.